# Copeland-Erdős-Zahl
Die Copeland-Erdős-Zahl,  benannt nach Arthur Herbert Copeland und Paul Erdős, ist eine reelle Zahl aus dem Bereich der Zahlentheorie, welche im Dezimalsystem eine normale Zahl ist, das heißt, alle Ziffern und Ziffernblöcke treten in ihr mit derselben asymptotischen relativen Häufigkeit auf.
Sie wird gebildet, indem man sämtliche Primzahlen der Größe nach als Nachkommastellen aneinanderreiht. Vor dem Komma steht eine Null.
Im Dezimalsystem lauten die ersten Stellen:
C10 = 0,235711131719232931374143…
Es ist die Folge A33308 in OEIS.
Die Copeland-Erdős-Zahl kann auch als Reihe ausgedrückt werden:
{\displaystyle C_{10}=\sum _{n=1}^{\infty }p_{n}10^{-\left(n+\sum _{k=1}^{n}\lfloor \log _{10}{p_{k}}\rfloor \right)}}
mit {\displaystyle p_{n}} als die n-te Primzahl.